# Karangsuko
Karangsuko is een bestuurslaag in het regentschap Malang van de provincie Oost-Java, Indonesië. Karangsuko telt 4931 inwoners (volkstelling 2010).